# Go Off
Go Off è un singolo dell'artista britannica M.I.A. per il suo quinto album in studio A.I.M. (2016).

## Produzione
Il brano è stato scritto da M.I.A., Skrillex e Blaqstarr. La produzione è stata gestita da questi ultimi due. Il video musicale è stato diretto dalla cantante stessa, senza l'utilizzo di persone.

## Classifiche
| Classifica (2016)              | Posizione massima |
| ------------------------------ | ----------------- |
| Francia                        | 82                |
| Stati Uniti (dance/electronic) | 25                |